# 奥约雷东多
奥约雷东多，是西班牙卡斯蒂利亚-莱昂阿维拉省的一个市镇。 总面积17km2, 总人口117人（2001年），人口密度7人/km2。